# Ameisennebel
Der Ameisennebel ist ein junger planetarischer Nebel. Andere Namen für den Ameisennebel sind Menzel 3 (Abk.: Mz 3). Der Name Ameisennebel kommt von seinem Aussehen, da er dem Thorax einer Ameise ähnelt.
Er entstand dadurch, dass abgestoßenes Material des zentralen Roten Riesen auf Gase seines Begleiters traf, welcher ein Weißer Zwerg ist.
Der Ameisennebel breitet sich strahlenförmig mit einer Geschwindigkeit von ca. 50 km/s aus. Oftmals wird er aufgrund der ähnlichen Entstehungsgeschichte mit dem Schmetterlingsnebel verglichen. Er zeigt keine Spur von molekularen Wasserstoff-Ausstößen.
Der Ameisennebel wurde 1922 von Donald Menzel auf Fotografien des 24-Zoll-Bruce-Teleskops an der Außenstation des Harvard College Observatory in Arequipa in Peru entdeckt.